# Goussev (cratère)
Gusev
Pour les articles homonymes, voir Goussev.
Goussev (ou Gusev, dénomination internationale) est un cratère d'impact situé sur Mars dans le quadrangle d'Aeolis, par 14,583° S, 175,417° E. Il a un diamètre d'environ 166 km et date d'environ trois-quatre milliards d'années. Son nom, adopté par l'Union astronomique internationale en 1976, est un hommage à l'astronome russe Matveï Goussev (Goussev est la translittération en français du russe Гусев, et Gusev sa translittération en anglais).

## Découvertes faites par le robotSpirit
Le robot Spirit, de la mission Mission Mars Exploration Rover lancée le 10 juin 2003, s'est posé le 3 janvier 2004 dans le cratère Gusev sélectionné à la suite d'études préliminaires réalisées par une petite équipe de planétologues de l'Observatoire de Paris à Meudon au début des années 1990, dont Nathalie Cabrol. Les scientifiques espéraient que cette dépression circulaire ait pu abriter durablement un lac, dont les eaux auraient été réchauffées par le volcan Apollinaris Patera situé juste au Nord.
Ils pensaient que le robot Spirit puisse détecter les traces d'une présence ancienne et prolongée d'eau en phase liquide dans la partie Sud de Gusev, là où un delta avec des terrasses emboîtées a été repéré et là où la vallée Ma'adim Vallis débouche.
En fait, les traces d'eau liquide détectées à la surface par Spirit sont faibles. Les roches sédimentaires initialement recherchées par le rover ont été recouvertes par de la lave et des dépôts éoliens et se trouvent donc profondément enterrées. Spirit s'est retrouvé à parcourir un terrain vallonné, très différent des terrains explorés par les missions Viking 1,Viking 2 et Mars Pathfinder.

## Formations internes
Le cratère Gusev étant relativement âgé et grand, plusieurs petites formations s'y trouvent. Les noms suivants ont été adoptés et utilisés par les équipes de la NASA et dans des publications scientifiques, sans cependant avoir été adoptés par l'Union astronomique internationale.

### Collines
- Columbia Hills, une chaîne de trois collines située à 3 km du point d’atterrissage de Spirit.
- Apollo 1 Hills, un groupe de trois autres collines situé entre 7 et 14 km du point d’atterrissage de Spirit.

### Cratères d'impact
Sur l'ensemble des cratères de toutes tailles présents au sein de Gusev, ont été repérés et nommés :
- Bonneville, d'un diamètre de 200 mètres. Il a été visité par Spirit ;
- Castril[4], de 2,2 km de diamètre ;
- Crivitz[5], de 6 km de diamètre ;
- Thira[6], avec un diamètre de 22,5 km.

### Autres
- Sleepy Hollow, est une dépression peu profonde proche du site d'atterrissage de Spirit.
- Adironrack, il s'agit du premier rocher examiné par Spirit.
- Home Plate, un plateau géologique.